# Laura Mor Iriarte
Laura Mor Iriarte (Barcelona, 1983) és una periodista i editora catalana.
Llicenciada en Periodisme per la Universitat Autònoma de Barcelona (UAB) el 2005, també es va formar en Comunicació dels Conflictes i la Pau per la UAB el 2006, en Comunicació i Religió a l'Era Digital per la Blanquerna - Universitat Ramon Llull el 2015, i en Direcció de Reputació, Marca, Comunicació i ESG al programa The Global CCO d'ESADE i Corporate Excellence el 2024.
Laura Mor ha estat sempre vinculada a projectes comunicatius amb vocació cristiana i humanista. Va treballar com a guionista al programa Signes dels temps de TV3 i, en el món editorial, a Edicions Saragossa. Va ser una de les fundadores de la revista Relats, publicació trimestral de pensament cristià per joves (2005-2011). Va gestionar diversos projectes d'Animaset (2018-2021).
Durant la primavera del 2020, en plena pandèmia de COVID-19, va dirigir el documental d'Animaset ‘Església Confi(N)ada’ que relata la implicació de l'Església durant el confinament. A Catalunya Religió va coordinar l'edició en paper del projecte. També és autora del llibre i el documental "Sant Francesc d’Assís a Bellavista. Una parròquia al servei del barri" (2019) i el documental "La força de l'esplai de Llerona". Junt amb Glòria Barrete, va rebre el Premi Memorial Bisbe Carrera pel monogràfic "Joves i Església" publicat a Catalunya Religió l'octubre de 2018. Viu a Llerona, al Vallès Oriental, està casada i és mare de dos fills.
El setembre de 2020 Laura Mor es va fer càrrec de la direcció de Catalunya Religió, substituint a l'anterior director, el periodista Jordi Llisterri. El nomenament es va aprovar en el darrer patronat de la Fundació Catalunya Religió. Laura Mor formava part de la redacció de Catalunya Religió des del 2013. L'octubre de 2022 va assumir la responsabilitat del portal la periodista Glòria Barrete.
Des del setembre de 2022 Laura Mor és la responsable de comunicació de la Fundació Vedruna Catalunya Educació, la xarxa d'escoles d'iniciativa social més gran del país. Actualment escriu al blog Solvitur ambulando a Catalunya Religió, a El Punt Avui  i també col·labora amb Cristianisme i Justícia . Forma part de l'Associació Justícia i Pau de Barcelona i del Grup Sant Jordi de promoció i defensa dels Drets Humans que convoca la Jornada Sant Jordi i la Tribuna Joan Carrera.